# Intelsat 3R
Intelsat 3R, vormals PanAmSat 3R oder PAS-3R, war ein Fernsehsatellit des Satellitenbetreibers Intelsat.

## Technische Daten
Im August 1993 bestellte der Satellitenbetreiber PanAmSat bei Hughes Aircraft einen weiteren Kommunikationssatelliten für ihre Flotte. Dieser sollte als Reserve dienen. Nach dem Fehlstart von PanAmSat 3 wurde er einsatzbereit gemacht.
Der Satellit wurde von Hughes Aircraft auf Basis des HS-601-Satellitenbusses gebaut. Er war mit jeweils 20 C- und Ku-Band-Transpondern ausgestattet und wurde durch Solarmodule und Batterien mit Strom versorgt. Er konnte in Amerika und Europa empfangen werden.

## Missionsverlauf
PanAmSat 3R wurde am 12. Januar 1996 an Bord einer Ariane-4-Trägerrakete vom Raumfahrtzentrum Guayana ins All befördert, wo er seinen Betrieb im März selben Jahres aufnahm. Er verbrachte den Großteil seiner Lebenszeit auf seiner geostationären Position bei 43° West. Im Jahr 2006 wurde PanAmSat von Intelsat übernommen, weshalb der Satellit am 1. Februar 2007 in Intelsat 3R umbenannt wurde. 
Im August 2011 wurde er in einen Friedhofsorbit manövriert und deaktiviert.